# Vindornyalak
Vindornyalak là một thị trấn thuộc hạt Zala, Hungary. Thị trấn này có diện tích 4,49 km², dân số năm 2010 là 85 người, mật độ 19 người/km².